# داحسية سينائية
الداحسية السينائية (باللاتينية: Paronychia sinaica) نوع نباتي يتبع جنس الداحسية من الفصيلة القرنفلية.

## البيئة والانتشار
النبات واطن في بلاد الشام وسيناء.